# I. liga žen
I. liga žen (od sezóny 2024/25 sponzorským názvem FORTUNA=LIGA) je fotbalová soutěž žen pořádaná na území České republiky. Jde o nejvyšší ženskou soutěž v systému fotbalových soutěží v Česku. Pořádá ji Fotbalová asociace České republiky. Soutěž vznikla v roce 1993. V dosavadní historii v lize dominují fotbalistky z hlavního města Prahy, které získaly všechny tituly. Sparta Praha získala 21 titulů, Slavia Praha vyhrála ligu jedenáctkrát. Kvalitativně nejblíže pražským celkům je 1. FC Slovácko V roce 2024 získala liga poprvé v historii generálního sponzora, sázkovou kancelář Fortuna), podle kterého byla liga pojmenována.

## Přehled ročníků
| Sezóna  | Vítěz           | Osobnost ligy              | Nejlepší střelkyně                  | Pozn.                         |
| ------- | --------------- | -------------------------- | ----------------------------------- | ----------------------------- |
| 1993/94 | AC Sparta Praha |                            |                                     |                               |
| 1994/95 | AC Sparta Praha |                            |                                     |                               |
| 1995/96 | AC Sparta Praha |                            | Gabriela Chlumecká (41, Sparta)     |                               |
| 1996/97 | AC Sparta Praha |                            |                                     |                               |
| 1997/98 | AC Sparta Praha |                            |                                     |                               |
| 1998/99 | AC Sparta Praha |                            | Iveta Dudová (39, Otrokovice)       |                               |
| 1999/00 | AC Sparta Praha |                            | Iveta Dudová (37, Otrokovice)       |                               |
| 2000/01 | AC Sparta Praha |                            | Iveta Dudová (45, Otrokovice)       |                               |
| 2001/02 | AC Sparta Praha |                            | Iveta Dudová (31, Otrokovice)       |                               |
| 2002/03 | SK Slavia Praha |                            |                                     |                               |
| 2003/04 | SK Slavia Praha |                            |                                     |                               |
| 2004/05 | AC Sparta Praha |                            | Iva Mocová (48, Sparta)             |                               |
| 2005/06 | AC Sparta Praha |                            |                                     |                               |
| 2006/07 | AC Sparta Praha |                            |                                     |                               |
| 2007/08 | AC Sparta Praha |                            |                                     |                               |
| 2008/09 | AC Sparta Praha |                            |                                     |                               |
| 2009/10 | AC Sparta Praha |                            |                                     |                               |
| 2010/11 | AC Sparta Praha |                            | Petra Divišová (Slavia)             |                               |
| 2011/12 | AC Sparta Praha |                            | Petra Divišová (Slavia)             |                               |
| 2012/13 | AC Sparta Praha |                            | Petra Divišová (34, Slavia)         |                               |
| 2013/14 | SK Slavia Praha |                            | Petra Divišová (19, Slavia)         |                               |
| 2014/15 | SK Slavia Praha | Lucie Martínková (Sparta)  | Lucie Martínková (23, Sparta)       | [ 4 ]                         |
| 2015/16 | SK Slavia Praha | Blanka Pěničková (Slavia)  | Petra Divišová (27, Slavia)         |                               |
| 2016/17 | SK Slavia Praha | Blanka Pěničková (Slavia)  | Kateřina Svitková (26, Slavia)      |                               |
| 2017/18 | AC Sparta Praha | Kylie Strom (Sparta)       | Kateřina Svitková (24, Slavia)      |                               |
| 2018/19 | AC Sparta Praha | Kateřina Svitková (Slavia) | Andrea Stašková (32, Sparta)        |                               |
| 2019/20 | SK Slavia Praha |                            | Kateřina Svitková (23, Slavia)      | Ročník byl předčasně ukončen. |
| 2020/21 | AC Sparta Praha |                            | Lucie Martínková (38, Sparta)       |                               |
| 2021/22 | SK Slavia Praha |                            | Lucie Martínková (29, Sparta)       | [ 5 ] [ 6 ]                   |
| 2022/23 | SK Slavia Praha |                            | Wafula Marjolen Nekesa (26, Slavia) |                               |
| 2023/24 | SK Slavia Praha |                            | Wafula Marjolen Nekesa (23, Slavia) |                               |
| 2024/25 | SK Slavia Praha |                            | Kateřina Svitková (23, Slavia)      |                               |